# 콜럼버스 기사단

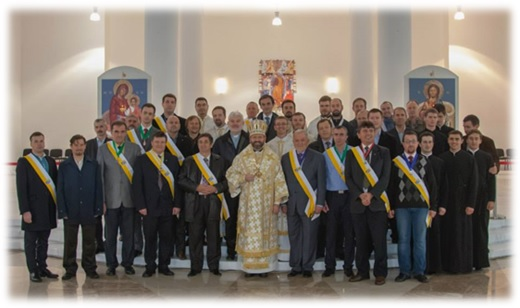

콜럼버스 기사단(영어: Knights of Columbus)은 세계에서 가장 규모가 큰 가톨릭 우애 신심 단체이다. 크리스토퍼 콜럼버스에서 이름을 따온 이 단체는 1882년 미국에서 설립되었다. 그리고 자선사업, 협동, 박애, 애국심을 원칙으로 삼아 활동하고 있다. 미국뿐만 아니라 캐나다, 멕시코, 필리핀, 괌, 사이판, 일본, 쿠바에도 지부가 설립되어 있다. 최근에는 폴란드에도 지부가 설립되었다.
회원 가입은 18살 이상의 남자로 제한하고 있다. 기사단의 공식 어린이 단체는 콜럼버스의 종자들로, 5천 개의 동아리가 있다.